# Jana Sussmann
Jana Sussmann (* 12. Oktober 1990 in Hamburg) ist eine ehemalige deutsche Leichtathletin, die sich auf Hindernis-, Cross- und Straßenläufe spezialisiert hat.  

## Berufsweg
Sussmann hat eine Lehre zur Bankkauffrau abgeschlossen und studierte Medien und Information an der HAW Hamburg.

## Sportliche Karriere
Zur Leichtathletik kam Sussmann mit acht Jahren, nachdem sie mit ihrer Zwillingsschwester einige Sportarten wie Kunstturnen und Judo ausprobiert hatte, und bestreitet nur noch Laufdisziplinen, seitdem sie zwölf Jahre alt war.
Erfolgreich war sie als Mittelstreckenläuferin und im Jugend- und Juniorenbereich vor allem im 1500-Meter-Lauf. Bei den Leichtathletik-Juniorenweltmeisterschaften 2008 in Bydgoszcz belegte sie über diese Distanz den siebten Platz. Bei den Deutschen Leichtathletik-Hallenmeisterschaften 2009 in Leipzig wurde sie ebenfalls Siebte und im Freien bei den Deutschen Leichtathletik-Meisterschaften in Ulm Achte.
Seit 2010 konzentrierte sich Sussmann auf den Hindernislauf. Bei den Deutschen Leichtathletik-Meisterschaften in Braunschweig belegte sie hinter Susi Lutz den zweiten Rang. Im folgenden Jahr gewann sie bei den U23-Europameisterschaften in Ostrava die Silbermedaille. Eine Woche später wurde sie in Kassel Deutsche Meisterin im Hindernislauf.
Bei den Deutschen Leichtathletik-Meisterschaften 2014 in Ulm wurde Sussmann mit 9:41,70 min Dritte über die 3000 Meter Hindernis. Bei den Leichtathletik-Europameisterschaften im gleichen Jahr stürzte Sussmann im Vorlauf am Wassergraben und verpasste das Finale.
Bei den Deutschen Crosslauf-Meisterschaften 2016 in Herten belegte Sussmann mit 21:45 min den dritten Platz hinter Maya Rehberg und Caterina Granz. Bei der anschließenden Deutschen Leichtathletik-Meisterschaften in Kassel kam Sussmann im Hindernislauf auf den vierten Platz. Bei den Leichtathletik-Europameisterschaften 2016 in Amsterdam verpasste Sussmann mit 9:49,04 min knapp den Einzug ins Hindernis-Finale.
Bei den Straßenlaufmeisterschaften in Hamburg belegt Sussmann 2016 mit 34:20 min (netto) den dritten Platz. Mit der Mannschaft wurde sie zusammen mit Agata Strausa und Mona Stockhecke mit einer Gesamtzeit von 1:44:11 h deutsche Meisterin.
2017 siegte Sussmann in der Mannschaftswertung zusammen mit Sabrina Mockenhaupt und Tabea Themann bei den Deutschen Crosslaufmeisterschaften in Löningen. In Erfurt wurde sie Deutsche Vizemeisterin im 3000-Meter-Hindernislauf.

## Vereinszugehörigkeiten
Sussmann startete bis 31. Dezember 2011 für die LG Nordheide, ab 1. Januar 2012 für das Lauf-Team Haspa Marathon Hamburg e. V. Sie trainierte bei Beate Conrad.

## Bestleistungen
(Stand: 10. Januar 2018)
Halle
- 1500 m: 4:17,66 min, 10. Februar 2012, Düsseldorf
- 3000 m: 9:11,07 min, 28. Februar 2016, Leipzig

Freiluft
- 800 m: 2:05,91 min, 22. Juni 2008, Mannheim
- 1500 m: 4:15,91 min, 24. August 2016, Winsen (Luhe)
- 3000 m: 9:06,35 min, 27. Juni 2014, Osterode am Harz
- 3000 m Hindernis: 9:36,26 min, 2. September 2018, ISTAF Berlin
- 5000 m: 15:54,92 min, 25. Mai 2011, Koblenz
- 5-km-Straßenlauf: 16:21 min, 31. Dezember 2017, Trier
- 10-km-Straßenlauf: 33:51 min, 15. April 2017, Paderborn